# František Repka
František Repka (ur. 9 stycznia 1966 w Popradzie) – słowacki narciarz klasyczny reprezentujący Czechosłowację, specjalista kombinacji norweskiej, trzykrotny medalista mistrzostw świata juniorów.

## Kariera
W Pucharze Świata František Repka zadebiutował 23 lutego 1985 roku w Leningradzie, zajmując 10. miejsce w zawodach metodą Gundersena. Tym samym już w swoim debiucie zdobył pierwsze pucharowe punkty. W klasyfikacji generalnej sezonu 1984/1985 zajął ostatecznie 34. pozycję. Najlepsze wyniki w Pucharze Świata osiągnął w sezonie 1988/1989, który ukończył na osiemnastym miejscu. Wtedy też po raz pierwszy i zarazem ostatni w karierze stanął na podium zawodów pucharowych, zajmując trzecie miejsce w Gundersenie 29 grudnia 1988 roku w Oberwiesenthal. Repka pojawiał się także w zawodach Pucharu Świata B, jednak ani razu nie stanął na podium.
Trzykrotnie zdobywał medale mistrzostw świata juniorów: w 1985 roku w Täsch, rok później w Lake Placid oraz w 1987 roku w Asiago. We wszystkich przypadkach zajmował wtedy trzecie miejsce, w tym 1986 roku medal wywalczył indywidualnie, a w latach 1985 i 1987 w sztafecie. Pierwszą imprezą seniorską w jego karierze były Mistrzostwa Świata w Rovaniemi w 1984 roku, gdzie wraz z kolegami zajął szóste miejsce w zawodach drużynowych. Taki sam wynik osiągnął również podczas Mistrzostw Świata w Lahti w 1989 roku, ponadto zajmując 16. miejsce w Gundersenie. W 1988 roku brał udział w Igrzyskach Olimpijskich w Calgary, gdzie indywidualnie zajął 30. pozycję. W 1992 roku postanowił zakończyć karierę.

## Osiągnięcia

### Igrzyska Olimpijskie
| Miejsce | Dzień     | Rok  | Miejscowość | Konkurencja          | Wynik zwycięzcy | Strata      | Zwycięzca      |
| ------- | --------- | ---- | ----------- | -------------------- | --------------- | ----------- | -------------- |
| 40.     | 28 lutego | 1988 | Calgary     | Gundersen K-90/15 km | 38:16.8 min     | +5:02.6 min | Hippolyt Kempf |

### Mistrzostwa świata
| Miejsce | Dzień     | Rok  | Miejscowość | Konkurencja             | Wynik zwycięzcy | Strata      | Zwycięzca         |
| ------- | --------- | ---- | ----------- | ----------------------- | --------------- | ----------- | ----------------- |
| 6.      | 18 marca  | 1984 | Rovaniemi   | Sztafeta K-90/3 × 10 km | 1189.46 pkt     | -73.24 pkt  | Norwegia          |
| 16.     | 18 lutego | 1989 | Lahti       | Gundersen K 90/15 km    | 37:10.7 min     | +4.23.4 min | Trond Einar Elden |
| 6.      | 24 lutego | 1989 | Lahti       | Sztafeta K-90/3 × 10 km | 1:24:21.7 h     | +4:21.6 min | Norwegia          |

### Mistrzostwa świata juniorów
| Miejsce | Dzień     | Rok  | Miejscowość | Konkurencja             | Wynik zwycięzcy | Strata | Zwycięzca        |
| ------- | --------- | ---- | ----------- | ----------------------- | --------------- | ------ | ---------------- |
| 3.      | 12 lutego | 1985 | Täsch       | Sztafeta K-90/3 × 10 km | ?               | ?      | ZSRR             |
| 3.      | 11 lutego | 1986 | Lake Placid | Gundersen K-90/15 km    | ?               | ?      | Andriej Dundukow |
| 3.      | 4 lutego  | 1987 | Asiago      | Sztafeta K-90/3 × 10 km | ?               | ?      | RFN              |

### Puchar Świata

#### Miejsca w klasyfikacji generalnej
- sezon 1984/1985: 34.
- sezon 1985/1986: 21.
- sezon 1988/1989: 18.

#### Miejsca na podium chronologicznie
| Nr | Data            | Miejscowość    | Konkurencja         | Wynik zwycięzcy | Pozycja | Strata | Zwycięzca         |
| -- | --------------- | -------------- | ------------------- | --------------- | ------- | ------ | ----------------- |
| 1. | 29 grudnia 1988 | Oberwiesenthal | Gundersen K90/15 km | ?               | 3.      | ?      | Knut Tore Apeland |

### Puchar Kontynentalny

#### Miejsca w klasyfikacji generalnej
- sezon 1990/1991: 12.
- sezon 1991/1992: 42.

#### Miejsca na podium chronologicznie
Repka nigdy nie stał na podium indywidualnych zawodów Pucharu Kontynentalnego.